# Terremoti del XX secolo
Questo articolo riporta una lista dei terremoti più disastrosi avvenuti nel mondo nel XX secolo.
Nota: il numero di vittime, nel caso non sia riportato all'unità, è il dato approssimativo stimato. 
| Data              | Luogo                                                    | Magnitudo                   | Vittime       | Dettagli |
| ----------------- | -------------------------------------------------------- | --------------------------- | ------------- | -------- |
| 19 aprile 1902    | Guatemala                                                | 7,5 Richter                 | 800-900       |          |
| 16 dicembre 1902  | Turkestan                                                | 6,4 Richter                 | 4.700         |          |
| 28 aprile 1903    | Turchia                                                  | 7,0 Richter                 | 3.500         |          |
| 23 ottobre 1904   | Norvegia, Svezia e Danimarca                             | 5,4 Richter                 |               |          |
| 4 aprile 1905     | Kangra (India)                                           | 7,8 Richter                 | 20.000        |          |
| 8 settembre 1905  | Calabria (Italia)                                        | 7,1 Richter X Mercalli      | 557           | dettagli |
| 31 gennaio 1906   | Colombia-Ecuador (Oceano Pacifico al largo dell'Ecuador) | 8,8 Richter                 | 1.000         | dettagli |
| 16 marzo 1906     | Kagu (Taiwan)                                            | 7,1 Richter                 | 1.300         |          |
| 18 aprile 1906    | San Francisco (California, Stati Uniti)                  | 7,8 Richter XI Mercalli     | 3.000         | dettagli |
| 16 agosto 1906    | Valparaíso (Cile)                                        | 8,2 Richter                 | 3.000         |          |
| 14 gennaio 1907   | Kingston (Giamaica)                                      | 6,5 Richter                 | 800-1.000     |          |
| 21 ottobre 1907   | Asia centrale                                            | 8,1 Richter                 | 12.000        |          |
| 28 dicembre 1908  | Messina-Reggio Calabria (Italia)                         | 7,3 Richter XI-XII Mercalli | 120.000       | dettagli |
| 23 gennaio 1909   | Iran                                                     | 7,3 Richter                 | 6.000         |          |
| 11 giugno 1909    | Provenza (Francia)                                       | 6,2 Richter                 | 46            |          |
| 1910              | Costa Rica                                               |                             | 1.750         |          |
| 3 gennaio 1911    | Kazakistan                                               | 7,7 Richter                 | 450           |          |
| 9 agosto 1912     | Costa del Mar di Marmara                                 | 7,8 Richter X Mercalli      | 216           |          |
| 13 gennaio 1915   | Avezzano, Marsica (Italia)                               | 7,0 Richter                 | 33.000        | dettagli |
| 21 gennaio 1917   | Bali (Indonesia)                                         | 6,5 Richter                 | 1.500         |          |
| 30 gennaio 1917   | Cina                                                     | 6,5 Richter                 | 1.800         |          |
| giugno 1917       | San Miguel (El Salvador)                                 | 6,7 Richter                 | 1.050         |          |
| 23 febbraio 1918  | Guangdong (Cina)                                         | 7,3 Richter                 | 10.000        |          |
| 11 ottobre 1918   | Porto Rico                                               | 7,5 Richter                 | 116           |          |
| 16 dicembre 1920  | Gansu (Cina)                                             | 8,6 Richter XII Mercalli    | 200.000       | dettagli |
| 3 febbraio 1923   | Penisola di Kamcatka (Russia)                            | 8,5 Richter                 |               |          |
| 24 marzo 1923     | Cina                                                     | 7,3 Richter                 | 5.000         |          |
| 25 marzo 1923     | Iran                                                     | 5,7 Richter                 | 2.200         |          |
| 1º settembre 1923 | Kantō (Giappone)                                         | 7,9 Richter                 | 143.000       | dettagli |
| 16 marzo 1925     | Yunnan (Cina)                                            | 7,0 Richter                 | 5.000         |          |
| 7 marzo 1927      | Tango (Giappone)                                         | 7,6 Richter                 | 3.020         |          |
| 22 maggio 1927    | Qinghai (Cina)                                           | 7,6 Richter                 | 40.900        |          |
| 1º maggio 1929    | Iran                                                     | 7,3 Richter                 | 3.300         |          |
| 6 maggio 1930     | Iran                                                     | 7,2 Richter                 | 2.500         |          |
| 23 luglio 1930    | Irpinia (Italia)                                         | 6,7 Richter X Mercalli      | 1.404         | dettagli |
| 3 febbraio 1931   | Hawke Bay (Nuova Zelanda)                                | 7,9 Richter                 | 256           |          |
| 31 marzo 1931     | Nicaragua                                                | 5,8 Richter                 | 2000          |          |
| 27 aprile 1931    | Armenia-Azerbaigian                                      | 6,3 Richter                 | 2.890         |          |
| 10 agosto 1931    | Xinjiang (Cina)                                          | 8,0 Richter                 | 10.000        |          |
| 16 agosto 1931    | Texas (Stati Uniti)                                      | 5,8 Richter                 |               | dettagli |
| 3 giugno 1932     | Jalisco (Messico)                                        | 8,2 Richter                 | 400           |          |
| 26 settembre 1932 | Ierissos (Grecia)                                        | 7,0 Richter                 | 491           |          |
| 25 dicembre 1932  | Gansu (Cina)                                             | 7,6 Richter                 | 275           |          |
| 2 marzo 1933      | Sanriku (Giappone)                                       | 8,4 Richter                 | 2.990         |          |
| 10 marzo 1933     | Long Beach (California, Stati Uniti)                     | 6,4 Richter                 | 120           |          |
| 25 agosto 1933    | Cina                                                     | 7,4 Richter                 | 10.000        |          |
| 15 gennaio 1934   | Bihar (Nepal-India)                                      | 8,1 Richter XI Mercalli     | 10.700        |          |
| 20 aprile 1935    | Taiwan                                                   | 7,1 Richter                 | 3.280         |          |
| 30 maggio 1935    | Quetta (India-Pakistan)                                  | 7,5 Richter X Mercalli      | 50.000        |          |
| 16 luglio 1935    | Taiwan                                                   | 6,5 Richter                 | 2.700         |          |
| 1º febbraio 1938  | Mare di Banda (Indonesia)                                | 8,5 Richter                 |               |          |
| 24 gennaio 1939   | Chillán (Cile)                                           | 8,3 Richter                 | 30.000        |          |
| 26 dicembre 1939  | Erzincan (Turchia)                                       | 7,8 Richter                 | 32.000        |          |
| 10 novembre 1940  | Romania                                                  | 7,3 Richter                 | 1.000         |          |
| 20 dicembre 1942  | Erbaa, Tokat (Turchia)                                   | 7,0 Richter                 | 3.000         |          |
| 10 settembre 1943 | Tottori (Giappone)                                       | 7,4 Richter                 | 1.190         |          |
| 26 novembre 1943  | Turchia                                                  | 7,6 Richter                 | 4.000         |          |
| 15 gennaio 1944   | San Juan (Argentina)                                     | 7,8 Richter                 | 5.000         |          |
| 1º febbraio 1944  | Turchia                                                  | 7,4 Richter                 | 2.800         |          |
| 7 dicembre 1944   | Tonankai (Giappone)                                      | 8,1 Richter                 | 1.223         |          |
| 12 gennaio 1945   | Mare delle Filippine                                     | 7,1 Richter                 | 1.900         |          |
| 27 novembre 1945  | Pakistan                                                 | 8,1 Richter                 | 4.000         |          |
| 1º aprile 1946    | Isole Aleutine e Hilo (Isole Hawaii)                     | 8,1 Richter                 | 165           | dettagli |
| 31 maggio 1946    | Turchia                                                  | 6,0 Richter                 | 1.300         |          |
| 4 agosto 1946     | Repubblica Dominicana                                    | 8,0 Richter                 | 100           |          |
| 10 novembre 1946  | Ancash (Perù)                                            | 7,3 Richter                 | 1.400         |          |
| 20 dicembre 1946  | Honshū (Giappone)                                        | 8,1 Richter                 | 1.330         |          |
| 25 maggio 1948    | Sichuan (Cina)                                           | 7,2 Richter                 | 800           |          |
| 28 giugno 1948    | Fukui (Giappone)                                         | 7,3 Richter IX Mercalli     | 5.131         |          |
| 5 ottobre 1948    | Aşgabat (Unione Sovietica)                               | 7,3 Richter X Mercalli      | 110.000       |          |
| 10 luglio 1949    | Tagikistan                                               | 7,4 Richter                 | 7.200         |          |
| 5 agosto 1949     | Ambato (Pelileo, Ecuador)                                | 6,8 Richter                 | 6.000         | dettagli |
| 15 agosto 1950    | Assam (Tibet) (Confine tra India e Cina)                 | 8,6 Richter X Mercalli      | 1.526         |          |
| 18 marzo 1953     | Turchia                                                  | 7,2 Richter                 | 265           |          |
| 12 agosto 1953    | Cefalonia (Grecia)                                       | 7,2 Richter                 | 476           |          |
| 12 settembre 1955 | Alessandria d'Egitto                                     | 6,3 Richter                 | 188           |          |
| 23 settembre 1955 | Yunnan (Cina)                                            | 6,8 Richter                 | 728           |          |
| 4 dicembre 1957   | Mongolia                                                 | 8,1 Richter                 | 30            |          |
| 18 agosto 1959    | Montana (Stati Uniti)                                    | 7,3 Richter                 | 28            |          |
| 29 febbraio 1960  | Agadir (Marocco)                                         | 5,7 Richter                 | 12.000-15.000 | dettagli |
| 22 maggio 1960    | Valdivia (Cile)                                          | 9,5 Richter                 | 3.000         | dettagli |
| 21 agosto 1962    | Irpinia (Campania), (Italia)                             | 6,1 Richter                 | 17            |          |
| 1º settembre 1962 | Iran                                                     | 7,1 Richter                 | 12.230        |          |
| 21 febbraio 1963  | Libia                                                    | 5,6 Richter                 | 300           |          |
| 26 luglio 1963    | Skopje (Macedonia)                                       | 6,1 Richter                 | 1.000         | dettagli |
| 27 marzo 1964     | Alaska                                                   | 9,2 Richter                 | 143           | dettagli |
| 28 marzo 1965     | La Ligua (Cile)                                          | 7,4 Richter                 | 280           |          |
| 20 marzo 1966     | Uganda-Repubblica Democratica del Congo                  | 6,8 Richter                 | 157           |          |
| 19 agosto 1966    | Turchia                                                  | 6,9 Richter                 | 2.600         |          |
| 29 luglio 1967    | Caracas (Venezuela)                                      | 6,5 Richter                 | 236           |          |
| 15 gennaio 1968   | Belice, Sicilia (Italia)                                 | 6,1 Richter X Mercalli      | 370           | dettagli |
| 31 agosto 1968    | Iran                                                     | 7,4 Richter                 | 12.000        |          |
| 28 febbraio 1969  | Portogallo-Marocco                                       | 7,8 Richter                 | 13            |          |
| 25 luglio 1969    | Cina                                                     | 6,4 Richter                 | 3.000         |          |
| 4 gennaio 1970    | Yunnan (Cina)                                            | 7,7 Richter                 | 15.000        |          |
| 28 marzo 1970     | Turchia                                                  | 7,4 Richter                 | 1.100         |          |
| 31 maggio 1970    | Perù                                                     | 7,5 Richter                 | 66.000        |          |
| 9 febbraio 1971   | California (Stati Uniti)                                 | 6,7 Richter                 | 65            |          |
| 22 maggio 1971    | Bingol (Turchia)                                         | 6,9 Richter                 | 1.000         |          |
| 10 aprile 1972    | Tabriz (Iran)                                            | 6,7 Richter                 | 5.374         |          |
| 23 dicembre 1972  | Managua (Nicaragua)                                      | 6,2 Richter                 | 5.000         | dettagli |
| 10 maggio 1974    | Yunnan-Sichuan (Cina)                                    | 7,0 Richter                 | 20.000        |          |
| 3 ottobre 1974    | Lima (Perù)                                              | 8,1 Richter                 | 78            |          |
| 28 dicembre 1974  | Pakistan                                                 | 6,3 Richter                 | 5.200         |          |
| 4 febbraio 1975   | Liaoning (Cina)                                          | 7,3 Richter                 | 1.328         | dettagli |
| 6 settembre 1975  | Turchia                                                  | 6,8 Richter                 | 2.300         |          |
| 4 febbraio 1976   | Guatemala                                                | 7,5 Richter                 | 23.000        |          |
| 6 maggio 1976     | Friuli (Italia)                                          | 6,4 Richter IX-X Mercalli   | 989           | dettagli |
| 28 luglio 1976    | Tangshan (Cina)                                          | 7,8 Richter XI Mercalli     | 242.000       | dettagli |
| 17 agosto 1976    | Mindanao (Filippine)                                     | 7,9 Richter                 | 4.791         |          |
| 24 novembre 1976  | Van (Turchia)                                            | 7,5 Richter                 | 5.000         |          |
| 4 marzo 1977      | Bucarest (Romania)                                       | 7,2 Richter                 | 1.578         | dettagli |
| 12 giugno 1978    | Prefettura di Miyagi (Giappone)                          | 7,7 Richter                 | 28            |          |
| 16 settembre 1978 | Tabas (Iran)                                             | 7,7 Richter                 | 15.000        |          |
| 15 aprile 1979    | Montenegro                                               | 6,9 Richter                 | 136           |          |
| 19 settembre 1979 | Norcia (Umbria)                                          | 5,8 Richter                 | 5             | dettagli |
| 12 dicembre 1979  | Ecuador-Colombia                                         | 8,2 Richter                 | 600           |          |
| 10 ottobre 1980   | Algeria                                                  | 7,3 Richter                 | 4.500         |          |
| 23 novembre 1980  | Irpinia (Italia)                                         | 7,0 Richter X-XI Mercalli   | 2.914         | dettagli |
| 19 gennaio 1981   | Irian Jaya (Indonesia)                                   | 6,8 Richter                 | 305           |          |
| 23 gennaio 1981   | Sichuan (Cina)                                           | 6,8 Richter                 | 150           |          |
| 13 dicembre 1982  | Yemen                                                    | 6,0 Richter                 | 2.800         |          |
| 31 marzo 1983     | Colombia                                                 | 5,5 Richter                 | 197           |          |
| 28 ottobre 1983   | Idaho (Stati Uniti)                                      | 7,0 Richter                 | 2             |          |
| 30 ottobre 1983   | Erzurum (Turchia)                                        | 6,9 Richter                 | 1.155         |          |
| 3 marzo 1985      | Valparaíso (Cile)                                        | 7,8 Richter                 | 178           |          |
| 19 settembre 1985 | Città del Messico (Messico)                              | 8,1 Richter IX Mercalli     | 10.000+       | dettagli |
| 10 ottobre 1986   | San Salvador (El Salvador)                               | 5,7 Richter                 | 1.000+        |          |
| 5 marzo 1987      | Ecuador                                                  | 6,1-6,9 Richter             | 1.000         |          |
| 30 ottobre 1987   | Turchia                                                  | 7,1 Richter                 | 1,300         |          |
| 6 novembre 1988   | Cina, confine con la Birmania                            | 7,3 Richter                 | 1.000         |          |
| 7 dicembre 1988   | Armenia                                                  | 6,8 Richter                 | 25.000        |          |
| 17 ottobre 1989   | Baia di San Francisco, California (Stati Uniti)          | 6,9 Richter IX Mercalli     | 63            | dettagli |
| 28 dicembre 1989  | Newcastle (Australia)                                    | 5,6 Richter                 | 13            |          |
| 21 giugno 1990    | Nord-ovest Iran                                          | 7,4 Richter                 | 40.000        |          |
| 16 luglio 1990    | Filippine                                                | 7,9 Richter                 | 1.621         |          |
| 13 dicembre 1990  | Sicilia (Italia)                                         | 5,7 Richter                 | 17            | dettagli |
| 19 ottobre 1991   | India settentrionale                                     | 7,0 Richter                 | 2.000         |          |
| 2 settembre 1992  | Nicaragua                                                | 7,7 Richter                 | 116           |          |
| 12 ottobre 1992   | Egitto                                                   | 5,8 Richter                 | 545           |          |
| 12 dicembre 1992  | Flores (Indonesia)                                       | 7,5 Richter                 | 2.500         |          |
| 12 luglio 1993    | Hokkaidō (Giappone)                                      | 7,7 Richter                 | 230           |          |
| 29 settembre 1993 | India                                                    | 6,2 Richter                 | 9.748         |          |
| 17 gennaio 1994   | California (Stati Uniti)                                 | 6,7 Richter                 | 57            | dettagli |
| 15 febbraio 1994  | Sumatra (Indonesia)                                      | 6,9 Richter                 | 207           |          |
| 9 giugno 1994     | Bolivia                                                  | 8,2 Richter                 | 5             |          |
| 4 ottobre 1994    | Isole Curili (Russia)                                    | 8,2 Richter                 | 10            |          |
| 15 novembre 1994  | Filippine                                                | 7,1 Richter                 | 78            |          |
| 17 gennaio 1995   | Prefettura di Hyōgo (Giappone)                           | 6,9 Richter                 | 6.434         | dettagli |
| 27 maggio 1995    | Isola di Sachalin                                        | 7,5 Richter                 | 1.989         |          |
| 30 luglio 1995    | Antofagasta (Cile)                                       | 8,0 Richter                 | 3             |          |
| 14 settembre 1995 | Guerrero (Messico)                                       | 7,4 Richter                 | 3             |          |
| 1º ottobre 1995   | Afyonkarahisar (Turchia)                                 | 6,1 Richter                 | 90            |          |
| 9 ottobre 1995    | Jalisco (Messico)                                        | 8,0 Richter                 | 49            |          |
| 23 ottobre 1995   | Yunnan (Cina)                                            | 6,2 Richter                 | 53            |          |
| 17 febbraio 1996  | Biak (Indonesia)                                         | 8,1 Richter                 | 108           |          |
| 3 maggio 1996     | Baotou (Cina)                                            | 6,4 Richter                 | 26            |          |
| 12 novembre 1996  | Nazca (Perù)                                             | 7,5 Richter                 | 14            |          |
| 10 maggio 1997    | Khorasan (Iran)                                          | 7,3 Richter                 | 1.572         | dettagli |
| 26 settembre 1997 | Umbria-Marche (Italia)                                   | 6,1 Richter                 | 11            | dettagli |
| 30 maggio 1998    | Takhar (Afghanistan)                                     | 6,9 Richter                 | 4.000         |          |
| 27 giugno 1998    | Adana (Turchia)                                          | 6,2 Richter                 | 146           |          |
| 17 luglio 1998    | Papua Nuova Guinea (Indonesia)                           | 7,0 Richter                 | 2.200         |          |
| 25 gennaio 1999   | Colombia                                                 | 6,2 Richter                 | 1.185         |          |
| 17 agosto 1999    | İzmit (Turchia)                                          | 7,4 Richter                 | 17.127        |          |
| 20 settembre 1999 | Taiwan                                                   | 7,7 Richter                 | 2.416         | dettagli |
| 12 novembre 1999  | Düzce (Turchia)                                          | 7,2 Richter                 | 894           |          |
| 14 gennaio 2000   | Yunnan (Cina)                                            | 5,9 Richter                 | 7             |          |
| 4 giugno 2000     | Sumatra (Indonesia)                                      | 7,9 Richter                 | 103           |          |
| 16 novembre 2000  | Nuova Irlanda (Papua Nuova Guinea)                       | 8,0 Richter                 | 2             |          |
| 25 novembre 2000  | Baku (Azerbaigian)                                       | 7,0 Richter                 | 26            |          |